# Конот рагби
Конот рагби (енгл. Connacht Rugby) је професионални ирски рагби јунион тим из Голвеја који учествује у Про 12 и представља провинцију Конот. У провинцији Конот ирски фудбал је много популарнији од рагбија, па Конот има малу базу играча, тако да је доста слабији од три ирска рагби гиганта ( Алстер рагби, Манстер рагби, Ленстер рагби). Боја Конота је зелена, симбол тима су орао и мач, а капитен екипе је Џон Малдон. Познати рагбисти који су играли за Конот су Милс Мулиаина, Циаран Фицгералд, Ијан Китли... Ијан Китли је дао највише поена - 486, Фион Кер је постигао највише есеје за Конот - 28, а Џон Малдон је први по броју одиграних утакмица за Конот - 193.
Први тим
Тиернан О’Халоран
Каолин Блејд
Том Макартни
Мет Хили
Фион Кер
Роби Хеншов
Џек Карти
Ијан Портер
Киеран Мармион
Џони Кони
Шејн О'лири
Џорџ Наоупу
Џон Малдон - капитен
Џејк Хенан
Квин Ру
Дени Квалтер
Бен Маршал
Ултан Дилан
Нејтан Вајт
Денис Бакли
Родни Ах Ју
Дејв Хефернан
Џејсон Херис-Рајт